# Frauenlori
Der Frauenlori (Lorius lory) ist eine Vogelart aus der Gattung der Breitschwanzloris (Lorius). In ihrer Heimat werden sie auch von den Papua (eine einheimische Völkergruppe) als Haustiere gehalten. Die Grundfarbe des Gefieders ist überwiegend Rot, die vom Kopf bis zum Nacken hin purpurfarben ausläuft. Bauchmitte, Brustmitte, Nackenband, Unterflügel und Schenkel sind tief dunkelblau, außer den Flügeln, die sind grün gefärbt. Die Iris ist rötlichbraun und die Augen mit fast weißem, nacktem Augenring. Der Schnabel hat eine Orangefärbung und die Füße sind schwarzgrau.
Sie erreichen eine Körpergröße von ca. 31 cm und ein Gewicht von 200 bis 260 g.
Weibchen sind deutlich kleiner, jedoch ohne Geschlechtsunterschiede durch Gefiederfärbung.
Jungtiere sind matter in den Farben, mit schwarzbraunem Schnabel und gelbschwarzen Flecken an den äußeren Federn.

## Lebensweise
In seiner Heimat ist der Frauenlori ein sehr häufig anzutreffender, scheuer Papagei, dem man sich fast nie nähern kann. Sein Lebensraum liegt in dichten Regenwäldern bis zu einer Höhe von 1600 m. Frauenloris leben in den oberen Baumregionen in kleinen Gruppen bis zu 15 Tieren (während der Brutzeit auch paarweise). Sie sind überall dort anzutreffen, wo Blüten und Früchte ausreichend vorhanden sind. Es sind tagaktive Tiere, die überwiegend in Baumhöhlen brüten.

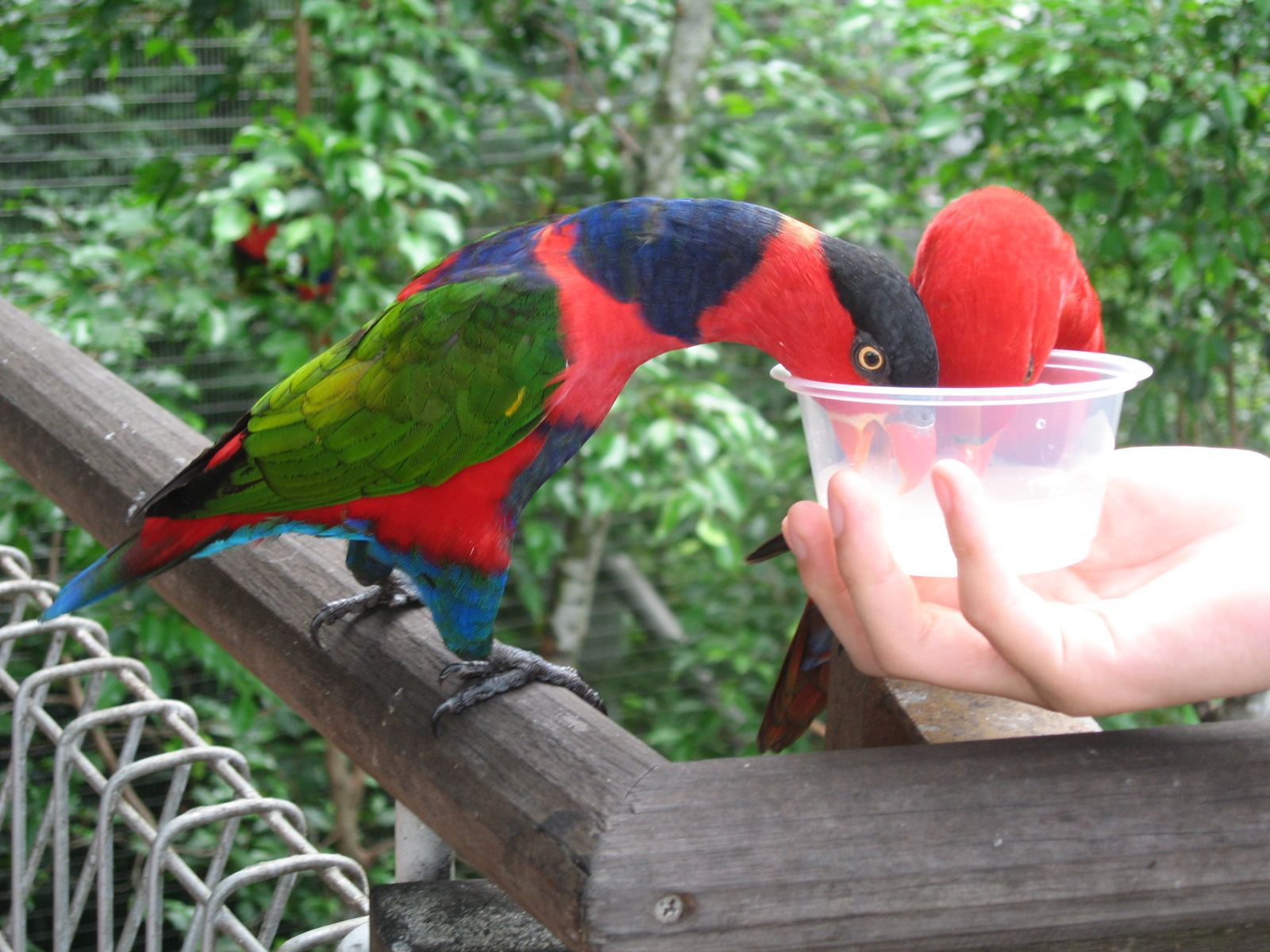
Nahrungsaufnahme, im Jurong Bird Park

## Ernährung
Wie bei allen Loris (Papageien) erfolgt die Nahrungsaufnahme durch eine lange, schmale Zunge, deren Spitze dicht mit Papillen besetzt ist. Die Hauptnahrung in der Natur dieser Loriart sind Pollen, Nektar, Insekten, Nüsse, Samen, Früchte und Beeren.

## Verbreitung
Überwiegend Neuguinea von der südlichen Cenderawasih-Bucht bis zur Onin- und Huon-Halbinsel.

## Fortpflanzung
Die Brutsaison ist im Frühjahr und Brutbeginn ist ab April. Das Normalgelege der Frauenloris besteht aus zwei bis drei Eiern und die Brutzeit beträgt 25 bis 26 Tage. Gebrütet wird nur von den Weibchen. Nestlingszeit beträgt 50 bis 55 Tage, danach verlassen die Jungvögel das Nest. Zwei Wochen nach dem Ausfliegen sind sie selbstständig. Nach zwei Jahren erreichen die Vögel ihre volle Geschlechtsreife.

## Haltung und Zucht
Frauenloris sind in Indonesien seit dem Jahr 1990 durch ein Gesetz geschützt. Verkaufen und Erwerben darf man dort seitdem nur Frauenloris aus zertifizierten Zuchtanlagen. Den Schmuggel der Tiere hat das Gesetz nicht beendet.
Die Haltung dieser Loriart ist sehr beliebt, da es sehr schöne und weniger anspruchsvolle Tiere sind. Zu züchten sind die Papageien leicht und in vielen Haushalten anzutreffen. Trotzdem sollte man sie wie andere Papageien nur paarweise halten, auch weil die Hähne oft gegenüber Artgenossen sehr aggressiv werden. Eine artgerechte Haltung ist nur in einer Innen- oder Außenvoliere möglich, da sie viel Platz benötigen. Da es keine großen Nager sind, kann die Voliere aus normalem Drahtgitter bestehen. Es ist notwendig, in dieser einen Schlafkasten anzubringen, da sie in der freien Natur in Baumhöhlen übernachten. Wie andere Loriarten, baden Frauenloris ebenso ausgiebig wie gerne, deshalb sollte regelmäßiges Berieseln mit Wasser selbstverständlich sein.

## Bilder

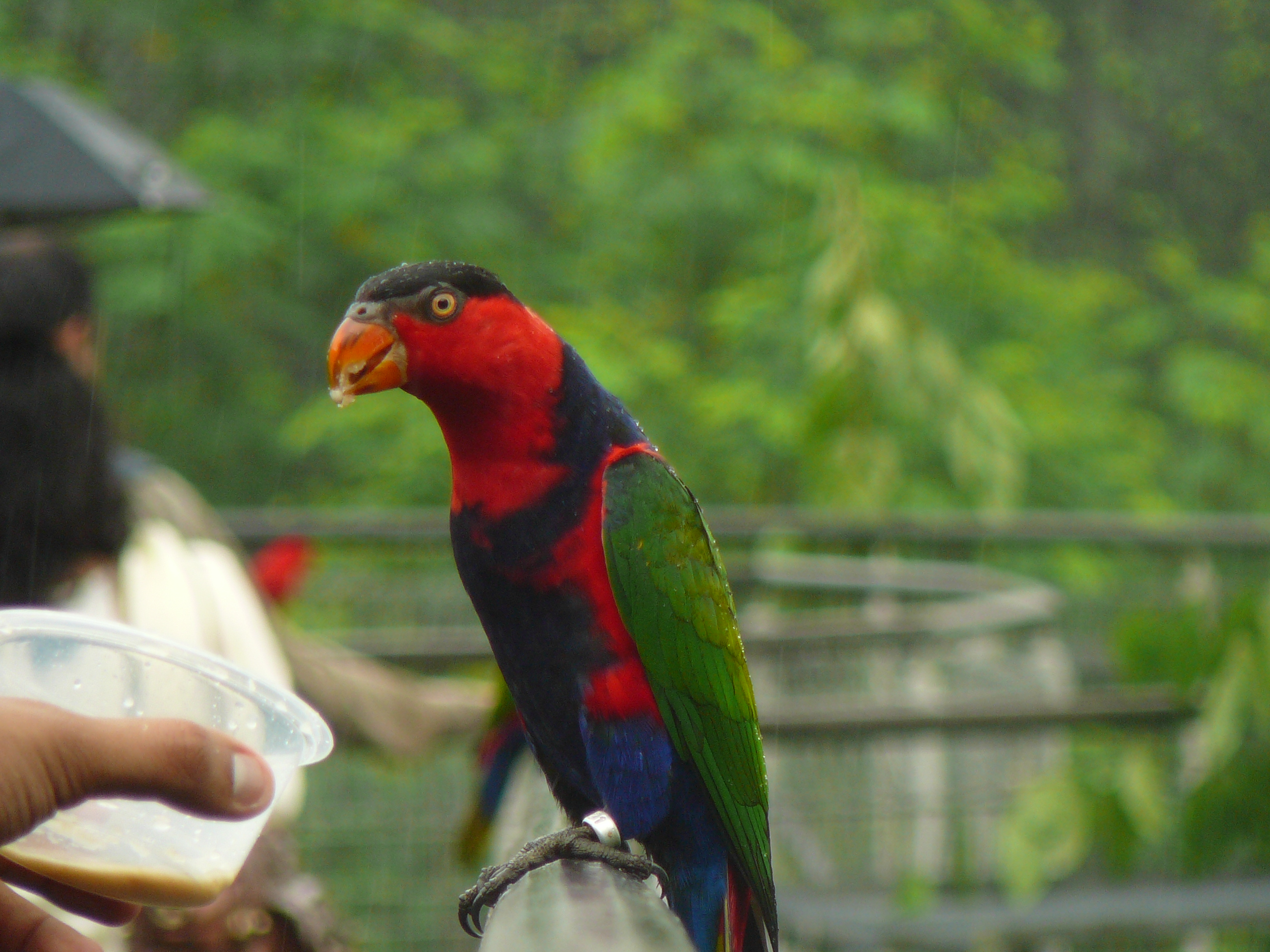
Lorius lory im Jurong Bird Park
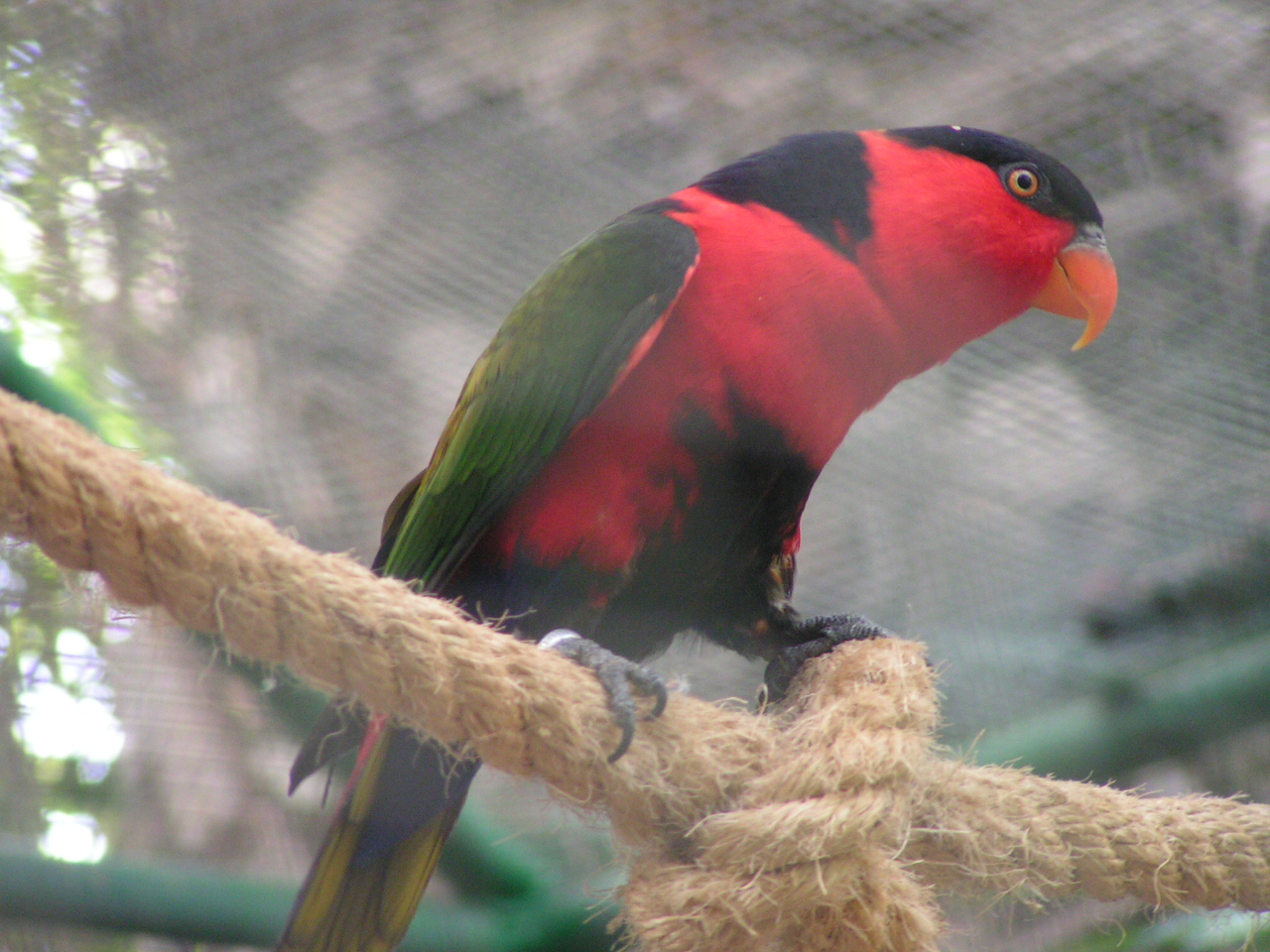
Lorius lory im Bali Bird Park
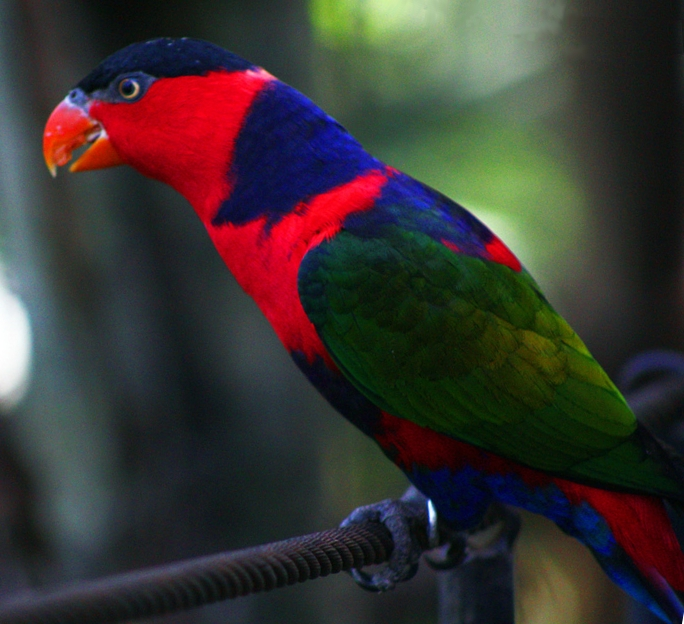
Lorius lory im Bali Bird Park
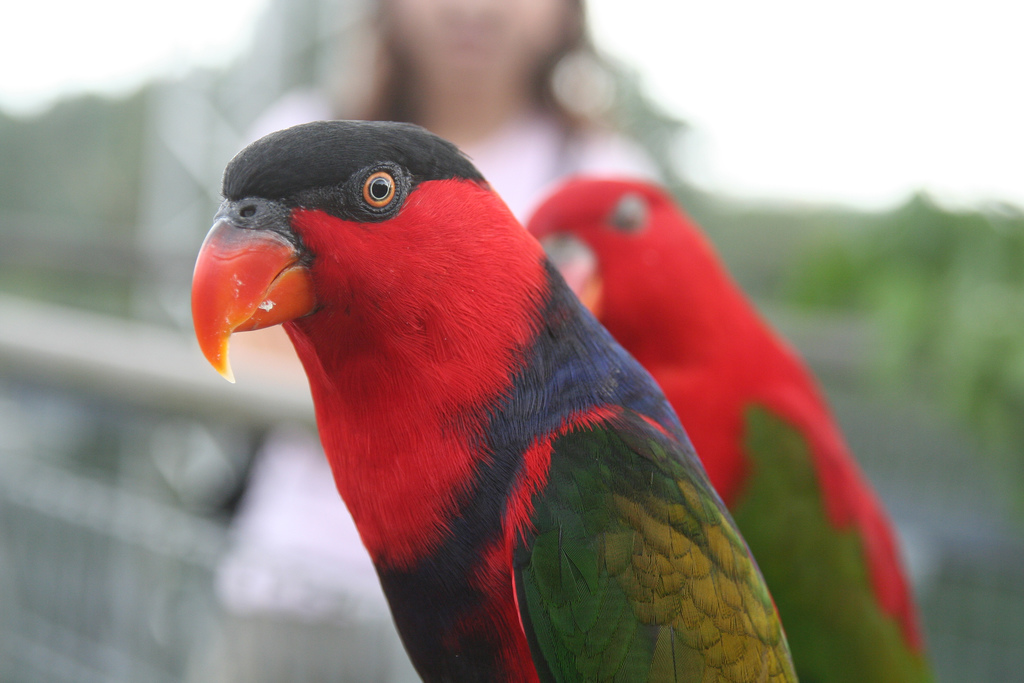
Lorius lory

## Unterarten
Neben der Nominatform sind noch verschiedene Unterarten bekannt. Diese unterscheiden sich vor allem in der Ausdehnung und Färbung der blauen bzw. schwarzen Bereiche im Nacken und auf der Brust und sind meist in voneinander getrennten Vorkommensgebieten zu finden. Neben der Nominatform, dem einfach als Frauenlori bezeichneten Lorius lory lory, sind noch folgende Unterarten beschrieben worden:
- Biak Frauenlori (Lorius lory cyanauchen (S. Müller, 1841))
- Salvatori Frauenlori (Lorius lory erythrothorax (Salvatori, 1877))
- Jobi Frauenlori (Lorius lory jobiensis (A. B. Meyer, 1874))
- Meyer´s Frauenlori (Lorius lory salvatorii A. B. Meyer, 1891)
- Somu Frauenlori (Lorius lory somu (Diamond, 1967))
- Beaufort´s Frauenlori (Lorius lory viridicrissalis Beaufort, 1909)

In einigen Quellen finden sich daneben auch noch:
- Großer Frauenlori (Lorius lory major Rothschild & Hartert)
- Salvadori Frauenlori (Lorius lory rubiensis A. B. Meyer, 1891)

Beide werden mittlerweile als Synonym zur Nominatform angesehen.